# Надін Люстр
Надін Алексіс Пагья Люстр (англ. Nadine Alexis Paguia Lustre; нар. 31 жовтня 1993, Кесон-Сіті, Столичний регіон, Філіппіни) — філіппінська акторка, телеведуча, співачка й кінорежисерка. Стала відомою за роллю Еі Родрігес в екранізації «Щоденник гидкого каченяти» і, як Джорджина Євангеліста у телевізійному рімейку серіалу «Bagets».

## Раннє життя
Народилася 31 жовтня 1993 року у Кесон-Сіті, Філіппіни, в сім'ї інженера-механіка Юлайсіса Люстр (англ. Ulyses Lustre) і Мюракьюл Пагья-Люстр (англ. Myraquel Paguia-Lustre). Надін є найстаршою дитиною в сім'ї, є два рідних брати: Ісаях (англ. Isaiah) і Ізекьюел (англ. Ezequiel); і молодша сестра Наомі (Naomi). Навчалася у школі Diliman (англ. Diliman Preparatory School), а після вступила на факультет «Види і мистецтва комунікації» в коледж De San Lorenzo (Colegio de San Lorenzo) у Кесон-Сіті, але покинула навчання і зайнялася акторською кар'єрою. Батьки підтримують і схвалюють її вибір, і вважають його хорошим рішенням, тому що завдяки нинішній кар'єрі Надін виконує всі свої мрії.

## Кар'єра
Надін Люстр почала кар'єру в 9 років як телеведуча дитячого шоу Storyland на Radio Philippines Network. Потім стала однією з учасників молодіжної програми Bagets TV5, ставши талантом Viva Entertainment. 
Люстр вперше з'явилася на екранах у фільмі «Petrang Kabayo» з Вайс Ганда в головній ролі. Так само вона брала участь у багатьох шоу, включаючи SOP (Sobrang Okey, Pare!).
Після відходу з групи «Pop Girls», Надін прийняла пропозицію Viva Entertainment знятися в дебютному кліпі Джеймса Ріда на пісню «Alam Niya Ba». Після дебютного кліпу Джеймс Рід вирішив випустити свій повноцінний дебютний альбом, на що компанія була налаштована позитивно, але була умова, що Viva допоможе випустити альбом, якщо Джеймс погодиться на зйомки в новому фільмі «Щоденник гидкого каченяти». Коли Viva Films отримав права на зйомку фільму «Щоденник поганулі» (Diary ng Panget). Сам автор цього бестселера підбирав актрису на роль головної героїні Еї, і нею виявилася Надін Люстр. Вона знялася разом з Джеймсом Рідом, Яссі Прессман і Андре Парасом. Фільм вийшов на екрани 2 квітня 2014 року і став касовим хітом, який заробив близько 120 мільйонів песо за 4-тижневий прокат. Після цього фільму кар'єра Надін стрімко почала зростати.
26 серпня 2014 року Надін Люстр з її партнером по фільму Джеймсом Рідом підписала дворічний ексклюзивний контракт з ABS-CBN, як loveteam.
16 лютого 2016 року цей контракт закінчився, і в той же день JaDine продовжили її ще на 2 роки.
Pop Girls Надін, у віці 15 років приєдналася до жіночої групи Pop Girls, яка була запущена Viva Entertainment, в якості вокалістки. За час існування групи було видано один повноцінний альбом і кілька кліпів, з яких найбільш популярними стали кліпи на пісні «Crazy, Crazy» і «Sige, Sige Sayaw». Через 2 роки, Надін покинула групу і почала сольну музичну кар'єру. Надін піднялася до слави на початку 2014 року, коли вона знялася у фільмі Щоденник Поганулі, і створила такі хіт-сингли, як: No Erase, Paligoy-ligoy, Bahala Na, Para-paraan і Hanap-hanap. У 2015 році пісня Me and You її однойменного альбому, отримала премію Titanium Award на заході SBS PopAsia.
Надін Люстр і Кін Чипріано інтерпретували пісню Sa Ibang Mundo написану Марком Вільяром для PhilPop 2015 року. Вони виграли «Приз глядацьких симпатій», і їх пісня посіла друге місце у фіналі PhilPop, яка відбулася 25 липня 2015 року в Meralco театрі.

## Особисте життя
З 11 лютого 2016 року у стосунках з партнером по фільмах Джеймсом Рідом.

## Вибрана фільмографія
| Рік  |   | Українська назва | Оригінальна назва     | Роль                      |
| ---- | - | ---------------- | --------------------- | ------------------------- |
| 2010 | ф |                  | Petrang kabayo        | Діна                      |
| 2011 | ф |                  | Who's That Girl?      | Меріен, секретар Елізабет |
| 2014 | с |                  | Wansapanataym         | Аніка                     |
| 2015 | ф |                  | Beauty and the Bestie | Ебі Віллавіценсіо         |